# Kanton Les Saintes
Der Kanton Les Saintes war ein französischer Wahlkreis im Übersee-Département Guadeloupe. Er umfasste die Gemeinden Terre-de-Haut und Terre-de-Bas.